# جورج إدوين باتلر
جورج إدوين باتلر (بالإنجليزية: George Edwin Butler)‏ هو كاتب أمريكي، ولد في 5 يونيو 1868 في مقاطعة سامبسون في الولايات المتحدة، وتوفي بنفس المكان في 1 مايو 1941.